# واتریگو دو کوون
واتریگو دو کوون (به فرانسوی: Watriquet de Couvin) نویسنده، شاعر و نمایش‌نامه نویس قرن چهاردهم میلادی اهل فرانسه است.